# Mushanga
Mushanga è un singolo del gruppo musicale statunitense Toto, pubblicato nel 1988 come terzo estratto dall'album The Seventh One.

## Descrizione
Le due tracce contenute nel singolo, Mushanga e Straight for the Heart, sono state entrambe scritte da David Paich e Jeff Porcaro. Il singolo ha avuto un buon successo commerciale, arrivando alla diciannovesima posizione nella MegaCharts. Come ospiti nel brano possiamo trovare Joe Porcaro, come secondo percussionista, Andy Narell allo steelpan, Jim Horn al flauto, e Patti Austin come voce secondaria. La canzone risente molto di influenze quasi etniche, unitamente al pop. Di Mushanga non venne però girato alcun videoclip.

## Tracce
7"
1. Mushanga – 4:51 (David Paich, Jeff Porcaro)
2. Straight for the Heart – 4:10 (David Paich, Jeff Porcaro)

Durata totale: 9:01
12"/CD
1. Mushanga (Special Version) – 4:51 (David Paich, Jeff Porcaro)
2. Mushanga – 5:34 (David Paich, Jeff Porcaro)
3. Straight For The Heart – 4:09 (David Paich, Jeff Porcaro)

Durata totale: 14:34

## Formazione
- Joseph Williams - voce primaria
- Patti Austin - voce secondaria
- Steve Lukather - chitarra, mandolino e voce secondaria
- David Paich - tastiera e voce secondaria
- Steve Porcaro - tastiera
- Jim Horn - flauto
- Mike Porcaro - basso elettrico
- Jeff Porcaro - percussioni
- Andy Narell - steelpan
- Joe Porcaro - percussioni

## Classifiche
| Classifica (1988) | Posizione massima |
| ----------------- | ----------------- |
| Belgio (Fiandre)  | 27                |
| Paesi Bassi       | 16                |